# Société française pour l'étude et la protection des mammifères
En France, la Société française pour l'étude et la protection des mammifères (SFEPM) a été créée en 1977, réunissant des naturalistes motivés par l'étude et la protection des mammifères de France. Elle compte fin 2014, 500 adhérents directs et 10 160 adhérents indirects associés au travers de 46 associations adhérentes.
L'association cherche à proposer des mesures d'aménagement du territoire mieux adaptée à la cohabitation avec les mammifères, notamment concernant les mammifères « sauvages. »
La SFEPM a contribué à lever un certain nombre de préjugés sur les mœurs ou impacts de ces animaux, carnivores ou nocturnes notamment. Si l'image des chauve-souris, de la loutre ou du castor s'est améliorée, celle du loup ou de l'ours sont encore localement des causes d'absence ou régression de ces espèces. L'association a notamment aidé à la protection des mammifères marins et à la réhabilitation d'espèces mal-aimées par son colloque annuel ou diverses manifestations telles que la Nuit de la Chauve-Souris ou les Rencontres petits mammifères. Elle œuvre depuis des années pour sortir les mammifères de la liste des « espèces susceptibles d’occasionner des dégâts » (liste ESOD, anciennement « nuisibles », qui classe les animaux chassables et piégeables toute l’année dans certains départements ou dans toute la France), et notamment les plus vulnérables, avec une victoire en 2023 : la sortie définitive du Putois d’Europe de la nouvelle liste 2023-2026. Cependant, ce mustélidé reste toujours présent dans la liste des « espèces gibiers » et peut donc toujours être chassé lors de la période de chasse : la défense de ce mammifère continue pour l’association.
La SFEPM contribue à l'INPN (Inventaire du patrimoine naturel), piloté de Paris par le Muséum national d'histoire naturelle. L’association coordonne aussi l’Observatoire National des Mammifères,. Enfin, les plans nationaux d’actions Loutre d’Europe et Lynx boréal ont été co-rédigés et sont co-animés par la SFEPM,.
L’association est présente sur Facebook, Instragram et LinkedIn où elle sensibilise, informe sur la situation des mammifères en France et au-delà et communique sur ses actions.